# Siebenbürger Zeitung
A Siebenbürger Zeitung volt az Erdélyben megjelent legelső hírlap. Első ízben 1783-ban jelent meg Nagyszebenben, szerkesztője és kiadója a nyomdász Martin Hochmeister volt, akinek a halála után 1789-ben fia, ifjabb Martin Hochmeister vette át a vállalkozást.

## Története
A lap II. József császár 1782-es erdélyi látogatását követően indult, azzal a céllal, hogy a Gubernium fővárosa, Nagyszeben, időben értesüljön a császári rendeletekről. A rendeletek mellett a lap nagyszebeni, brassói, kolozsvári híreket is közölt, de külföldi tudósítások is jelentek meg benne. A lap eleinte hetente kétszer, hétfőn és csütörtökön jelent meg. Melléklete, a  Siebenbürgische Intelligenzblatt piaci árakat, árverési és egyéb hirdetményeket közölt. 
1784-ben Kolozsvár városának tanácsa panaszt tett az újság ellen és elégtételt követelt becsületsértésért. A főkormányszék kötelezte az újság állításának visszavonását (miszerint a tanács cigányokat és csavargókat alkalmazott éjjeliőrnek) és a szebeni tanácsot tette felelőssé, hogy a lap ne tudjon kibújni a cenzúra alól. Ezt követően 1785-ben Brassó városa panaszolta be a lapot a Főkormányszéknél, mivel az egyik cikk kritikával illette a városi tanács döntését. II. József válaszul elrendelte, hogy a hírlapok csak a rendeleteket közölhetik, kommentárok nélkül. 
A lap 1788-tól Der Kriegsbote címmel jelent meg és elsősorban az orosz–török háborúról tudósított. 
1792-től 1862-ig Der Siebenbürger Bote címmel jelent meg. A nagyobb erdélyi városok politikai, kulturális és gazdasági híreit adta közzé, de továbbra is közölt külföldi tudósításokat. 
A Siebenbürger Zeitung 21. századi jogutódja a Siebenbürgische Zeitung, amely 1950. június 5. óta Münchenben jelenik meg a Landsmannschaft der Siebenbürgen Sachsen in Deutschland (a Németországban Élő Erdélyi Szászok Szülőföldi Egyesülete) kiadásában.